# Sergueïevo (raïon de Kirillov)
Sergueïevo (en russe : Сергеево) est un hameau du raïon de Kirillov dans l'oblast de Vologda, dans le Nord russe. Il y avait 0 habitants au recensement de 2010.

## Géographie
La localité est située dans l'oblast de Vologda, un sujet de la Russie européenne, dans le district fédéral du Nord-Ouest. Sergueïevo est l'une des 472 localités du raïon de Kirillov, un raïon du nord-ouest de l'oblast. Le centre administratif du raïon est la ville de Kirillov. 
Sergueïevo, comme tout l'oblast de Vologda, est située dans le fuseau horaire MSK (heure de Moscou). Le décalage horaire appliqué par rapport au temps universel coordonné est +03:00.

## Histoire
Sous l'Empire russe, la localité faisait partie du gouvernement de Vologda. 

## Démographie
Recensements (*) et estimations de la population,:
| 2002 * | 2010* | - |
| ------ | ----- | - |
| 4      | 0     | - |

En 2002, sur les 4 habitants, il y avait 100 % de Russes.